# قفادة
قرية قفادة هي إحدى القرى التابعة لمركز مغاغة بمحافظة المنيا في جمهورية مصر العربية. حسب إحصاءات سنة 2006، بلغ إجمالي السكان في قفادة 9948 نسمة، منهم 5067 رجلا و4881 امرأة.